# Биэр, Джон
Джон Би́эр (англ. John Bear, род. 15 августа 1950 года) — канадский бывший профессиональный игрок в снукер.

## Карьера
За свою карьеру Биэр не выиграл ни одного профессионального турнира. Высший рейтинг — 25-й (сезон 1982/83). На чемпионате мира 1982 года Биэр достиг лучшего для себя результата на этом турнире — 1/16-й финала.
В 1988 году Джон Биэр был финалистом национального чемпионата. В решающем матче он уступил Брэди Голлану.